# Ладровићи
Ладровићи (итал. Ladri) је насељено место у Републици Хрватској у Истарској жупанији. Административно је у саставу Града Пореча.

## Становништво
Према последњем попису становништва из 2001. године у насеље Ладровићи је имало 62 становника који су живели у 18 породичних и 3 самачка домаћинства.
Кретање броја становника по пописима 1857—2001.
| година пописа  | 1857. | 1869. | 1880. | 1890. | 1900. | 1910. | 1921. | 1931. | 1948. | 1953. | 1961. | 1971. | 1981. | 1991. | 2001. |
| бр. становника | 0     | 0     | 62    | 75    | 80    | 100   | 0     | 0     | 84    | 85    | 72    | 63    | 57    | 61    | 62    |

У 1857., 1869., 1921. и 1931. подаци су садржани у насељу Жбандај. Од 1880. до 1910. исказивано под именом Радоловић.